# Chuck McCann
Chuck McCann (anglès: Charles Jonathan Thomas McCann)  (Brooklyn, 2 de setembre de 1934 - Los Angeles, 8 d'abril de 2018) va ser un actor, monologuista còmic, titellaire, presentador de publicitat i presentador de televisió estatunidenc. La seva carrera va abastar més de 70 anys. Va ser conegut sobretot pel seu treball presentant programes de televisió i animació infantils, així com pel seu propi programa The Chuck McCann Show i també va gravar àlbums d'estil paròdic de comèdia.

## Biografia
McCann va néixer a Brooklyn, Nova York, fill de Valentine J. McCann (el pare del qual havia actuat a la pel·lícula Wild West de Buffalo Bill) i Viola Hennessy. McCann va començar a fer doblatge de ràdio als sis anys. Quan tenia 12 anys, va fundar un club de fans de Laurel i Hardy i va fer imitacions d'Oliver Hardy. Va aconseguir l'estatus d'estrella regional fent d'aprenent en diversos espectacles infantils, com ara Captain Kangaroo. McCann va tenir la seva gran oportunitat actuant al programa The Sandy Becker Show de WABD després que el presentador original marxés de vacances a Sud-amèrica. L'àlbum supervendes The First Family, un disc LP de principis dels anys seixanta que satiritzava el president dels Estats Units recentment elegit, John F. Kennedy, i la seva família, incloïa McCann entre les seves veus.
Fins al 1975, McCann va presentar espectacles de titelles de comèdia/varietats a la zona de Nova York amb Paul Ashley, amb els Paul Ashley Puppets. Junts, van fer The Puppet Hotel per a WNTA-TV, Channel 13; després Laurel & Hardy & Chuck, Let's Have Fun i The Chuck McCann Show per a WPIX, Channel 11; i finalment, The Chuck McCann Show, The Great Bombo's Magic Cartoon Circus Lunchtime Show i Chuck McCann's Laurel and Hardy Show per a WNEW-TV, Channel 5. A més, Chuck va ser el company de comèdia del programa de música rock de llarga durada de WPIX, The Clay Cole Show. Durant aquest temps, McCann va actuar en molts llocs de la zona de Nova York, com ara el parc d'atraccions Palisades i Freedomland USA, per conèixer i entretenir els nens. A Freedomland, McCann va organitzar un concurs de io-io, va filmar diversos especials de Halloween, va filmar un especial de WPIX Freedomland amb altres presentadors de programes infantils i va aparèixer amb Clay Cole a la sala d'entreteniment Moon Bowl del parc, que comptava amb cantants famosos i altres artistes. Els vincles de McCann amb Freedomland apareixen al llibre Freedomland USA: The Definitive History (Theme Park Press, 2019).

## Vida personal
McCann es va casar amb Suzanne Conner el 1958 i va tenir un fill. Es van divorciar el 1966 i més tard es va casar amb la model Eileen Somerstrad i van tenir dues filles. Es van divorciar el 1977 i es va casar amb la seva agent Betty Fanning, amb qui va romandre casat fins a la seva mort. Era amic íntim de Hugh Hefner i un client habitual de la Mansió Playboy.

### Mort
McCann va morir el 8 d'abril de 2018 a causa d'una insuficiència cardíaca congestiva al Centre Mèdic Cedars-Sinai de Los Angeles. Va ser incinerat i les seves restes es troben al Forest Lawn Memorial Park.
Li va sobreviure la seva tercera esposa, Betty Fanning; i dues filles del seu segon matrimoni. El seu fill del seu primer matrimoni, Sean, va morir el 2009.